# ラフアウト渋谷
ラフアウト渋谷（シェアオフィス　コワーキングスペース Laugh Out（ラフアウト）渋谷）は吉本興業が運営するシェアオフィスである。2019年7月20日にオープン。場所は、渋谷公会堂向かいの閉店した老舗ドレス店「Dress Black（ドレスブラック）」跡。1階～3階の3フロアと屋上の4フロアで構成されている。

## 所在地
東京都渋谷区神南1-7-7 渋谷公園通りNNビル

## 沿革
・2019年7月20日 オープン

## 関連企業
- 吉本興業株式会社
- MIRAI-INSTITUTE株式会社
- 流石創造集団株式会社
- 株式会社NI-WA